# Parafia św. Michała Archanioła w Dąbrowie Wielkiej
Parafia Świętego Michała Archanioła w Dąbrowie Wielkiej – parafia rzymskokatolicka, znajdująca się w diecezji włocławskiej, w dekanacie sieradzkim I.